# Melica uniflora

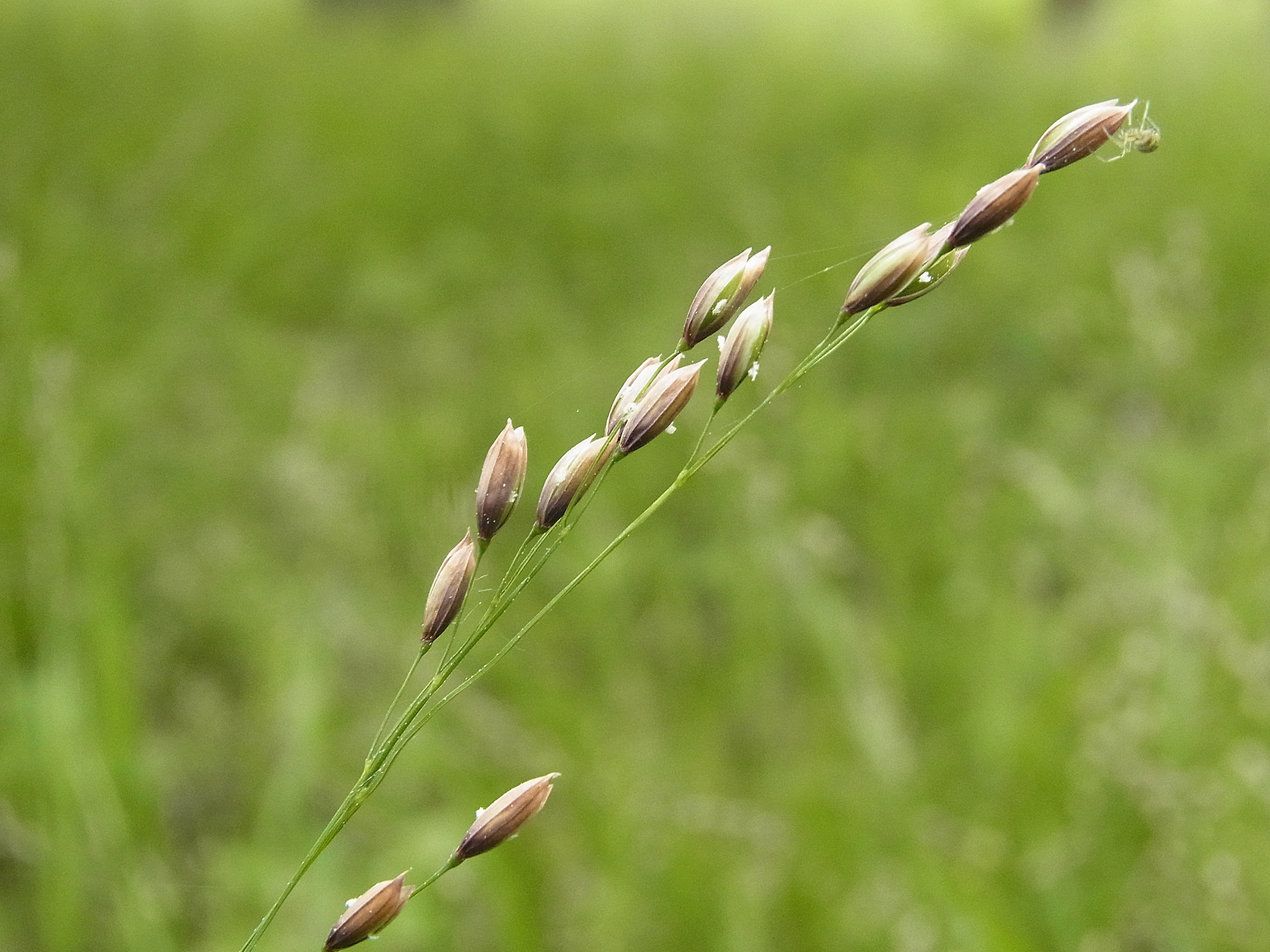

Melica uniflora es una herbácea de la familia de las gramíneas.

## Caracteres
Hierba perenne a través de rizomas que forma césped laxo. Tallos delgados, liso, erectos, de hasta 50(-60) cm de altura. Hojas lineares, planas, de 3-7 mm de anchura, puberulentas por el haz. Espiguillas elípticas de 4-7 mm con una sola flor fértil, que se disponen formando una panícula laxa de hasta 20 cm de longitud. Fruto del mismo tipo que los cereales y que se denomina cariopsis. Florece en primavera y verano.

## Hábitat
Melojares y pinares, ya que se trata de una planta que huye del sol directo.

## Distribución
Europa

## Citología
Número de cromosomas de Melica uniflora y táxones infraespecíficos
2n=18